# 寶斗溪
寶斗溪，位於台灣北部之縣市管河川，幹流長度5.68公里，流域面積17.20平方公里，分佈於新北市林口區。主流發源於林口區中湖里中湖聚落附近，向西北流經松柏腳、王厝、寶斗厝坑，最終於大片西北側注入台灣海峽。